# Forte de São José de Rosto de Cão
O Forte de São José localizava-se na freguesia de Livramento, no concelho de Ponta Delgada, na costa sudeste da ilha de São Miguel, nos Açores.
Em posição dominante sobre este trecho do litoral, constituiu-se em uma fortificação destinada à defesa deste ancoradouro contra os ataques de piratas e corsários, outrora frequentes nesta região do oceano Atlântico.

## História
A "Relação" do marechal de campo Barão de Bastos em 1862 localiza-o no lugar de Rosto de Cão, e informa que dele apenas existem vestígios.
Esta estrutura não chegou até aos nossos dias.